# World Values Survey
O World Values Survey (WVS) é um projeto de pesquisa global que explora os valores e crenças das pessoas, como eles mudam ao longo do tempo e que impacto social e político eles têm. Desde 1981, uma rede mundial de cientistas sociais conduziu pesquisas nacionais representativas como parte do WVS em quase 100 países.
O WVS mede, monitora e analisa: apoio à democracia, tolerância de estrangeiros e minorias étnicas, apoio à igualdade de gênero, o papel da religião e a mudança dos níveis de religiosidade, o impacto da globalização, atitudes em relação ao meio ambiente, trabalho, família, política, identidade nacional, cultura, diversidade, insegurança e bem-estar subjetivo.
Os resultados fornecem informações para os formuladores de políticas que buscam construir a sociedade civil e instituições democráticas nos países em desenvolvimento.  O trabalho também é freqüentemente usado por governos ao redor do mundo, acadêmicos, estudantes, jornalistas e organizações e instituições internacionais como o Banco Mundial e as Nações Unidas (PNUD e UN-Habitat). Os dados do World Values Survey (por exemplo) foram usados para entender melhor as motivações por trás de eventos como a Primavera Árabe, a agitação civil francesa em 2005, o genocídio de Ruanda em 1994 e as guerras iugoslavas e a agitação política na década de 1990.
Romano Prodi, ex-primeiro-ministro da Itália e décimo presidente da Comissão Europeia, disse sobre o trabalho da WVS:
A crescente globalização do mundo torna cada vez mais importante compreender ... a diversidade. Pessoas com crenças e valores variados podem viver juntas e trabalhar juntas de forma produtiva, mas para que isso aconteça é crucial compreender e apreciar suas visões de mundo distintas.

## Descobertas
O WVS tem demonstrado ao longo dos anos que as crenças das pessoas desempenham um papel fundamental no desenvolvimento econômico, no surgimento e florescimento de instituições democráticas, no aumento da igualdade de gênero e na medida em que as sociedades têm um governo eficaz. 

### Mapa cultural Inglehart-Welzel

Uma recriação do mapa, versão 2008

A análise dos dados do WVS feita pelos cientistas políticos Ronald Inglehart e Christian Welzel afirma que existem duas dimensões principais de variação transcultural no mundo:
1. Valores tradicionais versus valores seculares-racionais e
2. Valores de sobrevivência versus valores de auto-expressão.

O mapa cultural global mostra como dezenas de sociedades estão localizadas nessas duas dimensões. Mover-se para cima neste mapa reflete a mudança de valores tradicionais para seculares-racionais e mover-se para a direita reflete a mudança de valores de sobrevivência para valores de auto-expressão.
Os valores tradicionais enfatizam a importância da religião, laços entre pais e filhos, deferência à autoridade e valores familiares tradicionais. Pessoas que abraçam esses valores também rejeitam o divórcio, o aborto, a eutanásia e o suicídio. Essas sociedades têm altos níveis de orgulho nacional e uma visão nacionalista.
Os valores secular-racionais têm preferências opostas aos valores tradicionais. Essas sociedades dão menos ênfase à religião, aos valores familiares tradicionais e à autoridade. Divórcio, aborto, eutanásia e suicídio são vistos como relativamente aceitáveis.
Os valores de sobrevivência enfatizam a segurança econômica e física. Estão associados a uma perspectiva relativamente etnocêntrica e a baixos níveis de confiança e tolerância.
Os valores de auto-expressão dão alta prioridade à proteção ambiental, à crescente tolerância de estrangeiros, gays e lésbicas e à igualdade de gênero, e às crescentes demandas por participação na tomada de decisões na vida econômica e política.

#### Variações de cultura
Uma análise simplificada é que após um aumento nos padrões de vida e um trânsito do país em desenvolvimento pela industrialização para a sociedade de conhecimento pós-industrial, um país tende a se mover diagonalmente na direção do canto inferior esquerdo (pobre) para o superior direito canto (rico), indicando um trânsito em ambas as dimensões.

#### Exemplos
- Sociedades com pontuações altas em valores tradicionais e de sobrevivência: Zimbábue, Marrocos, Jordânia, Bangladesh.
- Sociedades com altas pontuações em valores tradicionais e de autoexpressão: os EUA, a maior parte da América Latina, Irlanda.
- Sociedades com altas pontuações em valores seculares-racionais e de sobrevivência: Rússia, Bulgária, Ucrânia, Estônia.
- Sociedades com altas pontuações em valores seculares-racionais e de autoexpressão: Japão, países nórdicos, Benelux, Alemanha, Suíça, República Tcheca, Eslovênia, França.

### Valores de gênero
Os resultados do WVS indicam que o apoio à igualdade de gênero não é apenas uma consequência da democratização. É parte de uma mudança cultural mais ampla que está transformando as sociedades industrializadas com demandas em massa por instituições cada vez mais democráticas. Embora a maioria da população mundial ainda acredite que os homens são melhores líderes políticos do que as mulheres, essa visão está desaparecendo nas sociedades industrializadas avançadas e também entre os jovens em países menos prósperos.
Os dados do World Values Survey são usados pelo Programa das Nações Unidas para o Desenvolvimento para calcular o índice de normas sociais de gênero. O índice mede atitudes em relação à igualdade de gênero em todo o mundo e foi apresentado no Relatório de Desenvolvimento Humano a partir de 2019. O índice tem quatro componentes, medindo atitudes de gênero na política, educação e economia, bem como normas sociais relacionadas à violência doméstica.

### Religião
Os dados do World Values Survey cobrem vários aspectos importantes da orientação religiosa das pessoas. Um deles rastreia o envolvimento das pessoas em serviços religiosos e a importância que atribuem às suas crenças religiosas. Nos dados de 2000, 98% do público na Indonésia disse que a religião era muito importante em suas vidas, enquanto na China apenas 3% considerou a religião muito importante.  Outro aspecto diz respeito às atitudes das pessoas quanto à relação entre religião e política e se elas aprovam porta-vozes religiosos que tentam influenciar as decisões do governo e as preferências de voto das pessoas.

### Felicidade e satisfação com a vida
O WVS mostrou que de 1981 a 2007 a felicidade aumentou em 45 dos 52 países para os quais há dados de longo prazo disponíveis. Desde 1981, o desenvolvimento econômico, a democratização e a crescente tolerância social aumentaram a medida em que as pessoas percebem que têm livre escolha, o que por sua vez levou a níveis mais elevados de felicidade em todo o mundo, o que sustenta a teoria do desenvolvimento humano.

## História
As Pesquisas do World Values Survey foram elaboradas para testar a hipótese de que as mudanças econômicas e tecnológicas estão transformando os valores básicos e as motivações dos públicos das sociedades industrializadas. Os inquéritos baseiam-se no European Values Study (EVS) realizado pela primeira vez em 1981. O EVS foi conduzido sob a égide de Jan Kerkhofs e Ruud de Moor e continua baseado na Holanda na Universidade de Tilburg. O estudo de 1981 foi amplamente limitado às sociedades desenvolvidas, mas o interesse neste projeto se espalhou tão amplamente que pesquisas foram realizadas em mais de vinte países, localizados em todos os seis continentes habitados. Ronald Inglehart, da Universidade de Michigan, desempenhou um papel importante ao estender essas pesquisas para países ao redor do mundo. Hoje, a rede inclui centenas de cientistas sociais de mais de 100 países.

## Metodologia
A World Values Survey usa a pesquisa por amostragem como seu modo de coleta de dados, uma abordagem sistemática e padronizada para coletar informações por meio de entrevistas com amostras nacionais representativas de indivíduos.